# Pygmaeascincus
Genre
Pygmaeascincus est un genre de sauriens de la famille des Scincidae.

## Répartition
Les trois espèces sont endémiques du Queensland en Australie.

## Liste des espèces
Selon The Reptile Database (5 décembre 2014) :
- Pygmaeascincus koshlandae (Greer, 1991)
- Pygmaeascincus sadlieri (Greer, 1991)
- Pygmaeascincus timlowi (Ingram, 1977)

## Étymologie
Le nom spécifique Pygmaeascincus vient du latin pygmaea, pygmé, et de scincus, ls scinque, en référence à la très petite taille de ces espèces (inférieure à 30 mm).

## Publication originale
- Couper & Hoskin, 2014 : A new genus to accommodate three skinks currently assigned to Menetia (Lacertilia: Scincidae). Zootaxa, no 3884 (6), p. 597–599 (texte intégral).